# ريد (ألبوم)
ريد أو أحمر (بالإنجليزية: Red) هو رابع ألبوم استديو للمغنية وكاتبة الأغاني الأمريكية تايلور سويفت. أطلقته بيغ ماشين ريكوردز في 22 أكتوبر 2012. استلهمت سويفت عنوان الألبوم مِن ‘‘العلاقات شبه السامّة’’ التي خاضتها سويفت أثناء العمل على الألبوم حيث وصفتْ سويفت المشاعر التي عاشتها بـ‘‘المشاعر الحمراء’’ نظرًا لطبيعتها الانفعالية والصاخبة. يتحدث ألبوم أحمر عن نفس المواضيع المعهودة من سويفت كالحب والحزن لكن من منظور أكثر نضوجاً كما يتحدث الألبوم عن الشهرة والضغط الناجم عن كوّن سويفت تحت الأضواء. يتضمن الألبوم تعاوناً مع منتجين وفنانين أمثال غاري لايتبودي مِن فرقة سنو باترول وإد شيران. يُعدّ الألبوم تغيّراً في نمط موسيقى سويفت. أنهتْ تايلور سويفت الجولة الموسيقية المُصاحبة للألبوم في 12 يونيو 2014 والتي أصبحتْ أعلى جولة موسيقية مُربحة على الإطلاق لمغنية موسيقى الريف حيث بلغتْ إيراداتها 150 مليون دولار أمريكي. كان ذلك قبل أن تُحطم جولة ألبومها اللاحق 1989 هذه الأرقام القياسية.
نال ألبوم أحمر استحسان النقاد الذين رحبّوا بتحول تايلور سويفت مِن موسيقى الريف إلى موسيقى أقرب إلى البوب. ترشح ألبوم أحمر لجائزة أفضل ألبوم عن فئة موسيقى الريف في حفل جوائز الغرامي الـ 56 ليُعطي سويفت ثالث ترشح لها على التوالي لهذه الفئة. كما ترشح الألبوم لجائزة ألبوم العام ليُصبح ذلك ثاني ترشح لها لهذه الفئة بعد أن ترشحتْ وفازتْ عن ألبومها جريئة (Fearless)، أعطى ذلك لتايلور سويفت امتياز أن تكون أول مغنية ريف تترشح مرتين لفئة ألبوم العام في الغرامي.
احتل ألبوم أحمر المركز الأول في قائمة بيلبورد 200. بيع مِن الألبوم خلال الأسبوع مِن إطلاقه 1.21 مليون نسخة وأصبح الألبوم الأسرع مبيعاً منذ عقد. ألبوم أحمر هو الألبوم الـ 18 في تاريخ الولايات المتحدة الذي تباع منه أكثر من مليون نسخة خلال أسبوع واحد. حقق الألبوم نجاحاً حول العالم حيث أصبح أول ألبوم لسويفت يحتل المركز الأول في بريطانيا كما احتل المركز الأول في أستراليا، كندا، أيرلندا، نيوزلندا في حين دخل الألبوم في المراكز العشر الأولى في الأسواق الكبرى الأخرى مِن ضمنها الصين. بيع مِن ألبوم أحمر 6 ملايين نسخة حول العالم بحلول أغسطس 2014.

## الخلفية والإصدار

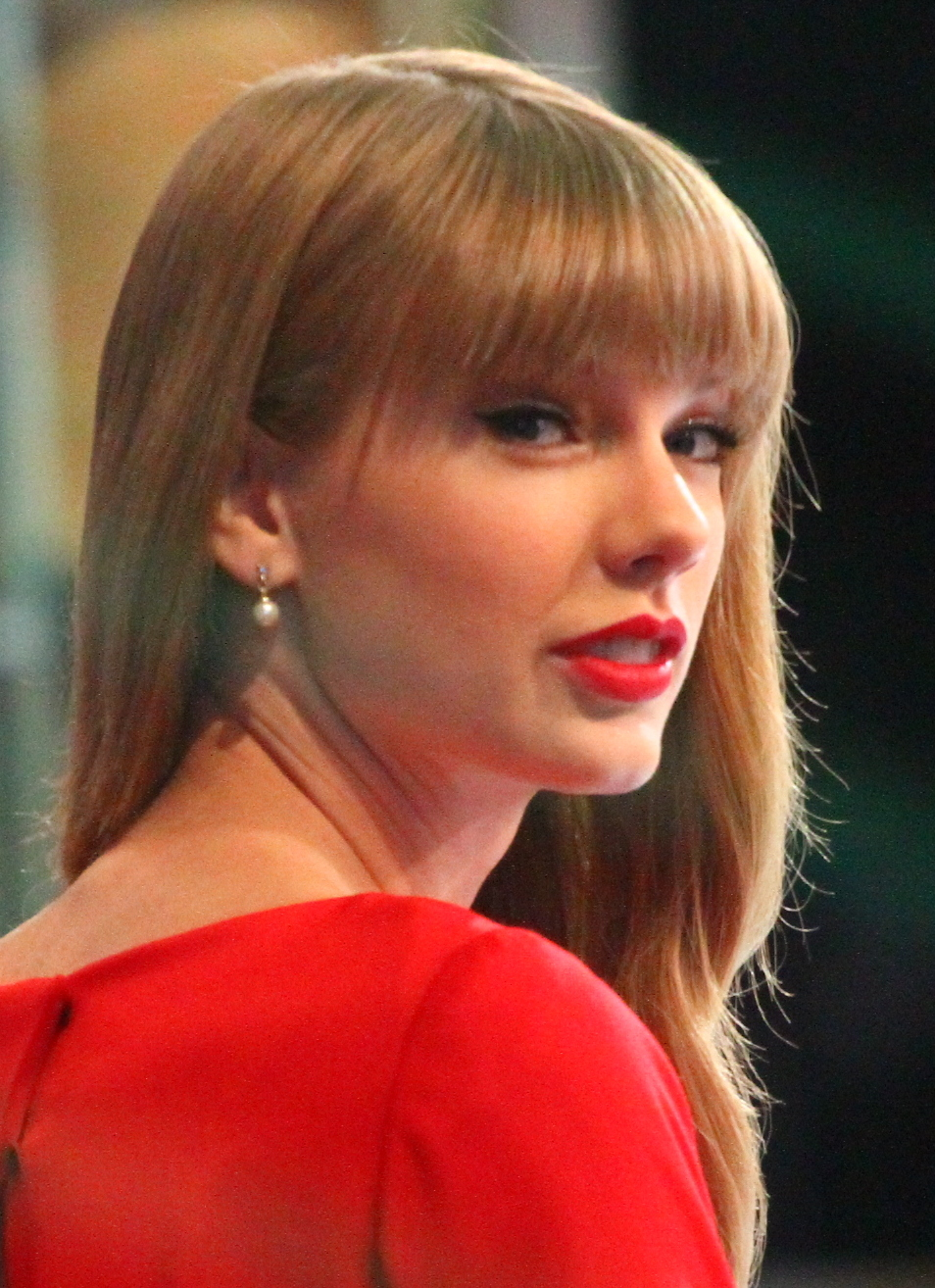
تايلور سويفت في برنامج صباح الخير أمريكا.

أعلنتْ تايلور سويفت في 13 أغسطس 2012 عبر webchat برعاية يوتيوب عن ألبومها الرابع Red، وأطلقتْ سويفت أغنية نحن لن نعود لبعضنا أبدا في اليوم نفسه عبر جوجل بلاي كما أطلقتْ سويفت الأغنية للتحميل الرقمي في اليوم التالي (14 أغسطس) عبر آيتونز وموقع أمازون تحدثت سويفت عن معنى عنوان الألبوم قائلة:
| ريد (ألبوم) | إن المشاعر التي كُتبتْ في الألبوم تتحدث عن الطبيعة الصاخبة والانفعالية والجنونية لعلاقات شبه سامّة عِشتُها خلال العامين الماضيين. أنا أرى في ذهني مشاعر الحب الشديد والإحباط الشديد والغيرة والحيرة كلها مشاعر حمراء ولا شئ في الوسط. | ريد (ألبوم) |

 قالت سويفت أنها أمضتْ حوالي سنتين في العمل على كتابة وتسجيل الألبوم كما قالت أنها كتبتْ أكثر من 30 أغنية للألبوم واختارتْ منها 16 أغنية وقالت أن العلاقات المعطوبة يُمكن أن تُزودك بالكثير من الإلهام. تعاونت سويفت مع عددٍ مِن كُتاب الأغاني والفنانين على عكس ألبومها السابق انطق الآن (Speak Now) الذي كتبته سويفت بمفردها. وتعاونتْ سويفت قبل شهرٍ مِن إطلاق الألبوم مع آيتونز لإطلاق أغاني منفردة ترويجية (برومو) للتحميل الرقمي فقامتْ بإطلاق أغنية Begin Again في 25 سبتمبر 2012 وأصبحتْ الأغنية في 1 أكتوبر 2012 ثاني أغنية منفردة مِن الألبوم، ثم أُطلِقتْ سويفت أغنية Red في 2 أكتوبر 2012 وأصبحتْ الأغنية في 21 يونيو 2013 خامس أغنية منفردة مِن الألبوم، ثم أُطلِقتْ أغنية I Knew You Were Trouble في 9 أكتوبر 2012 وأصبحتْ الأغنية في 27 نوفمبر 2012 ثالث أغنية منفردة مِن الألبوم، ثم أُطلِقتْ أغنية State Of Grace في 16 أكتوبر 2012 كرابع وكآخر أغنية منفردة ترويجية مِن الألبوم. تعاونتْ سويفت أيضاً مع برنامج صباح الخير أمريكا لتقديم كل أغنية مِن الألبوم كل يوم اثنين مِن 24 سبتمبر إلى 15 أكتوبر 2012 جرى إطلاق الألبوم إلى الجانب النسخة الخاصة (Deluxe) في 22 أكتوبر 2012 في الولايات المتحدة وكندا وبريطانيا إلى جانب دول أخرى. صورة غلاف الألبوم مِن تصوير سارة بارلو والذي يٌظهر وجه سويفت تحديداً أحمر شفاهها.

## الأغاني المنفردة
أعلنتْ تايلور سويفت في 13 أغسطس 2012 عبر webchat برعاية يوتيوب عن ألبومها الرابع Red، وأطلقتْ سويفت أغنية نحن لن نعود لبعضنا أبدا في اليوم نفسه عبر جوجل بلاي كما أطلقتْ سويفت الأغنية للتحميل الرقمي في اليوم التالي (14 أغسطس) عبر آيتونز وموقع أمازون واحتلتْ المركز الأول في قائمة بيلبورد. نالتْ الأغنية استحسان النقاد حيث صنفتْ مجلة رولينغ ستون الأغنية في المرتبة الثانية ضمن قائمة المجلة لأفضل أغاني 2012. الأغنية المركز الرابع في مجلة تايم كأفضل أغنية للعام في قائمة المجلة لأفضل عشر أغاني. كما صنفتها مجلة ذا فيليج فويس في المركز السادس في قائمتها لأفضل أغاني عام 2012. وترشحتْ الأغنية لجائزة أسطوانة العام في حفل جوائز غرامي.  كما حققتْ نجاحاً تجارياً فقد بيع مِن الأغنية 623,000 نسخة رقمية. وظلّتْ الأغنية في المرتبة لأولى لثلاثة أسابيع غير متتالية واستمرتْ في المراكز العشر الأولى لثلاثة عشر أسبوعاً كما ظلّت في القائمة لأربع وعشرين أسبوعاً واحتلتْ الأغنية في بريطانيا المركز الرابع لتُصبح ثاني أغنية لسويفت تدخل في المراكز العشر الأولى هناك بعد أغنيتها «قصة حب (Love Story)» في 2008. كما احتلتْ الأغنية المركز الأول في نيوزلندا. باعتْ الأغنية أكثر مِن ثلاثة ملايين نسخة رقمية بحلول نوفبمر 2012 لتُصبح سادس أغنية لسويفت تتجاوز مبيعاتها المليونين. تُعدّ الأغنية واحدة مِن أفضل الأغاني مبيعاً في العالم حيث باعتْ أكثر مِن 7 ملايين نسخة بحسب الاتحاد الدولي للصناعة الفونوغرافية وتصف كلماتها سخط سويفت على صديق سابق يُريد استعادة علاقتهما.
أُطلِقتْ أغنية "ابدأ مجدداً (Begin Again)" أُطلِقتْ الأغنية للتحميل الرقمي عبر آيتونز في اليوم التالي 25 سبتمبر 2012 كأول أغنية منفردة ترويجية (برومو). وأصبحتْ أول أغنية تُطيح بأغنية "غانغنام ستايل (Gangnam Style). ثم أطلقتْ شركة بيغ ماشين ريكوردز الأغنية بعد ذلك كثاني أغنية منفردة مِن الألبوم في 1 أكتوبر 2012، فاحتلتْ الأغنية المرتبة السابعة في قائمة بيلبورد في 4 أكتوبر 2012. بيع مِن الأغنية 299,000 نسخة رقمية. نالت الأغنية استحسان النقاد وكثيرون منهم أثنوا على كلماتها. أعطى بيلي ديوكس الكاتب في موقع Taste of Country تقييم أربع نجوم مِن أصل خمسة، وصنفتْ مجلة بيلبورد الأغنية في المرتبة السادسة في قائمتها لأفضل أغاني 2012، وترشحتْ الأغنية لجائزة أفضل أغنية عن فئة الموسيقى الريفية (الكنتري) في حفل جوائز غرامي عام 2014، وتتحدث كلماتها عن وقوع سويفت في الحب مجدداً بعد علاقة فاشلة.
أُطلِقتْ أغنية «عرفتُ أنك مشاغب (I Knew You Were Trouble» كثاني أغنية منفردة ترويجية (برومو) في 9 أكتوبر 2012 على آيتونز للتحميل الرقمي. أرسِلَتْ الأغنية لتُبث في الإذاعات الأمريكية في 27 نوفبمر 2012 لتُصبح ثالث أغنية منفردة مِن الألبوم. احتلتْ الأغنية المركز الثالث في قائمة بيلبورد هوت 100 واحتلتْ المركز الأول في قائمة هوت أغاني رقمية. ]. بيع مِن الأغنية 416,000 نسخة خلال أسبوعها الأول. حققتْ الأغنية في النهاية نجاحاً تجارياً حيث باعتْ أكثر من ثلاثة ملايين نسخة في الولايات المتحدة كما وصلتْ الأغنية للمراكز العشر الأولى في قوائم مبيعات دولٍ أخرى، وحازتْ الأغنية إلى جانب نجاحها التجاري استحسان النقاد حيث أعطى لويس كورنر الكاتب في موقع Digital Spy الأغنية تقييم أربع نجوم مِن أصل خمسة وأثنى جون كارمانسيا الكاتب في صحيفة نيويورك تايمز على الأغنية ووصفها بأنها ‘‘واحدة مِن أفضل أغاني 2012’’. قالت سويفت أن الأغنية تتحدث عن فتاة طيبة تقع في حب ولدٍ سيء وينتج عن ذلك ‘‘علاقة سامّة’’ بينهما تنتهي بالانفصال.
أُطلِقتْ أغنية «22» كرابع أغنية منفردة مِن الألبوم في 12 مارس 2013. كما أُطلِقتْ الأغنية في بريطانيا في 31 مارس 2013. احتلتْ الأغنية عند إطلاق الألبوم المرتبة الـ 44 لقائمة بيلبورد هوت 100 في الولايات المتحدة واحتلت المركز السابع في قائمة بيلبورد هوت أغاني رقمية حيث بيع مِنها 108,000 نسخة رقمية. احتلتْ الأغنية عند إطلاقها كأغنية منفردة المرتبة العشرين في قائمة بيلبورد هوت 100 لتُصبح أول أغنية مِن الألبوم تفشل في بلوغ المراكز العشر الأولى. بيع مِن الأغنية 2 مليون نسخة في الولايات المتحدة بحلول نوفبمر 2014. نالتْ الأغنية استحسان النقاد فقد أعطى موقع Digital Spy تقييم أربع نجوم مِن أصل خمسة، وأثنى موقع About.com على الأغنية وأعطاها تقييم خمس نجوم. وتصف كلمات الأغنية بهجة بلوغ 22 مِن العُمر.
أطُلِقتْ أغنية «أحمر (Red)» في 2 أكتوبر 2012 في الولايات المتحدة كأغنية منفردة ترويجية (برومو) وأعيد إطلاقها في 21 يونيو 2013 كخامس أغنية منفردة مِن الألبوم. احتلتْ أغنية Red المركز السادس في قائمة بيلبورد هوت 100 في الولايات المتحدة، واحتلتْ المركز الخامس في قائمة كاناديان هوت 100 في كندا، وبيع مِن الأغنية 312,000 خلال أسبوعها الأول وبيع مِنها بحلول مايو 2013  مليون نسخة في الولايات المتحدة. نالتْ الأغنية آراء متفاوتة مِن النقاد فمنهم مَن أثنى على كلماتها. ومنهم مَن انتقد نمط الموسيقى. تستعمل كلمات الأغنية الألوان كأداة مجازية لوصف علاقة انفعالية وصاخبة.
أُطلقتْ أغنية «كل شيء تغير (Everything Has Changed)» في 16 يوليو 2013 بوصفها سادس أغنية منفردة مِن الألبوم، وتؤدي سويفت الأغنية إلى جانب المغني البريطاني إد شيران. احتلتْ الأغنية المرتبة الـ 32 في قائمة بيلبورد هوت 100 في الولايات المتحدة كما احتلتْ الأغنية المرتبة الـ 28 في قائمة كاناديان هوت 100 في كندا. لكنها حققتْ نجاحاً أكبر في أوروبا حيث احتلتْ الأغنية المركز السابع في قوائم المبيعات في بريطانيا كما وصلتْ للمراكز العشر الأولى في قوائم مبيعات عدة دولٍ أوروبية أخرى. نالتْ الأغنية آراءً إيجابية مِن النقاد بشكلٍ عام فقد أعطى موقع About.com مراجعة إيجابية للأغنية كما أعطى تقييم ثلاث نجوم مِن أصل خمسة. وأعطى موقع AllMusic تقييم أربع نجوم مِن أصل خمسة. كما أعطى روبرت كوزبي الكاتب في موقع Digital Spy الأغنية تقييم ثلاث نجوم مِن أصل خمسة. وتتحدث كلمات الأغنية عن ‘‘الرغبة في التعرف أكثر على حبيبٍ جديد’’.
أُطلقتْ أغنية «آخر مرة (The Last Time)» في 4 نوفمبر 2013 بوصفها سابع وآخر أغنية منفردة مِن الألبوم وأُطلِقتْ في 4 نوفمبر 2013 في الولايات المتحدة كآخر أغنية منفردة مِن الألبوم. تؤدي سويفت الأغنية إلى جانب المغني الأيرلندي غاري بودلايت مِن فرقة سنو باترول. تزامن إطلاق الأغنية مع إعلان تايلور سويفت عن جولة موسيقية للألبوم. احتلتْ الأغنية المركز الثالث في قائمة ببلنغ تحت الهوت 100 الأغاني المنفردة في الولايات المتحدة لكن أداءها التجاري كان ضعيفاً بشكلٍ عام بالمقارنة مع الأغاني المنفردة الأخرى مِن الألبوم ونالتْ الأغنية استحسان النقاد حيث وصفها البعض بأنها أغنية ‘‘ناضجة’’. تتحدث كلمات الأغنية عن قصة علاقة طويلة لكن مُتدهورة وكيف أنها تدور في حلقة مِن الألم والتسامح في نفس الوقت .

## آراء النقاد
تلقى ألبوم أحمر آراء إيجابية من النقاد إجمالاً. كتب جون دولان مِن مجلة رولينغ ستون بأن سويفت تأثرتْ بأغاني جوني ميتشل. وصفتْ مجلة بيلبورد الألبوم بأنه ‘‘أكثر ألبوم لـ[سويفت] مثير للاهتمام’’. كتب ستيفن توماس في أول ميوزيك أن الألبوم لا يُظهر أي أثر لموسيقى الريف المعهودة من تايلور سويفت. تحدث راندال روبرتس في صحيفة لوس أنجلوس تايمز عن إعجابه بقدرة سويفت على دمج أنماط موسيقية مختلفة. كتبَ تشانينغ فريمان الكاتب في سبوتنيك ميوزيك أن كلمات الألبوم ‘‘تكملة لكل المشاعر المتضاربة التي كانت حاضرة في كلمات أغانيها حتى الآن’’. قال مايكل غالوتشي مِن أي في كلوب أن كلمات الألبوم ‘‘أعمق’’ مما كتبته سويفت سابقاً. صنّف جون كارمانسيا الكاتب في نيويورك تايمز الألبوم في المرتبة الثانية في لائحته لأفضل عشرة ألبومات. صنفتْ قناة إم تي في المرتبة الثالثة وصرحتْ القناة أن ‘‘سويفت تخطو خطوات سريعة وكبيرة نحو أن تُصبح فنانة أصيلة’’. صنفتْ بيلبورد الألبوم في المرتبة الخامسة في قائمتها لأفضل عشر ألبومات في 2012. صنفتْ مارلو ستيرن الكاتبة في الدايلي بيست الألبوم في المرتبة السابعة كما صنفته هيتفيكس في المرتبة العاشرة وصنفته مجلة رولينغ ستون في المرتبة الحادية والثلاثين.
نالتْ أغاني الألبوم في معظمها آراء إيجابية مِن النقاد حيث أثنى النقاد على أغنية «حالة السمو (State Of Grace)» خلال إطلاقها. قالتْ جينا روبينستين من إم تي في أن ‘‘تايلور تُبحر عميقاً في الموسيقى والكلمات لغنائها عن حبيبها’’. وصف أوغست بروان الكاتب في  صحيفة لوس أنجلوس تايمز بأن الأغنية الأغنية ‘‘آسرة’’ و‘‘واعدة’’، وعلّق الكاتب قائلاً ‘‘ الأغنية هي الأكثر تأثيراً في الألبوم’’. كما قارن الكاتب موسيقى الأغنية بموسيقى الفرقة الأيرلندية يو تو، كما قارن جايسون ليبشاتز الكاتب في مجلة بيلبورد الأغنية بأعمال الفرقة يو تو، وأثنى أدام غراهام الكاتب في صحيفة ديترويت نيوز على إنتاج الأغنية وقال أن كلمات الأغنية ‘‘تخلق جواً حميمياً’’. قال نايت جونز الكاتب في موقع بوب داست أن الأغنية لا تختلف عن بقية أعمال سويفت  فقط في الموسيقى بل في الطريقة التي تُعبر فيها عن الحب والمشاعر، وقال مارك هوغان الكاتب في مجلة Spin الإلكترونية أن كلمات الأغنية ‘‘لا تبحث عن الانتقام’’ على عكس أعمال سويفت السابقة، على حد تعبير الكاتب.
لاقتْ أغنية «أحمر (Red)» استحسان النقاد حيث قال غرادي سميث الكاتب في مجلة إنترتاينمت ويكلي ‘‘لقتْ شعرتُ بالإحباط مِن جودة الأغنية وهذا أمر مضحك باعتبار أن سويفت قالت أن الأغنية تتحدث عن المشاعر الانفعالية... والأغنية ترسم صورة ضبابية في حين أن المٌفترض أن تٌشعرك الأغنية بحيوية المشاعر... أين الدراما والشغف؟... هذا لا يعني أنها أغنية سيئة لكن فقط مخيّبة.’’ وصفتْ ريبيكا ماكاتي مِن موقع إي! أونلاين الأغنية بأنها ‘‘قوس قزحٍ مِن النكهات’’ وقالتْ ‘‘إنها تستعمل ألواناً لا حصر لها لوصف مشاعرها... نحن غير متأكدين بأي لونٍ يبدو قلب سويفت لكننا متأكدون أن له لوناً جميل’’. أعطتْ مجلة رولينغ ستون مراجعة إيجابية للأغنية ووصفتْ كلمات الأغنية بأنها ‘‘بسيطة لكن مُؤثرة’’. أعطى بيلي دوكس الكاتب في تايست أوف كنتري تقييم أربع نجمات ونصف مِن أصل خمسة للأغنية وقال إن كلمات الأغنية ‘‘واحدة مِن أفضل كلمات الأغاني في الألبوم وتُسلط الضوء على مهارة سويفت في الكتابة وكيف أنها تتلاعب بالألوان كفنانة محترفة وهذه الأغنية هي مثل كنيسة سيستينيا بالنسبة لها’’. وصفتْ جيسيكا ساغر الكاتبة في موقع PopCrush الأغنية بأنها «مزعجة» وعلّقتْ الكاتبة على تنوع النمط الموسيقي في الأغنية ووصفته بأنه ‘‘محاولة لبيع كل شيء للجميع’’ وكنتيجة لذلك تقول الكاتبة ‘‘باعتْ تايلور سويفت نفسها’’.

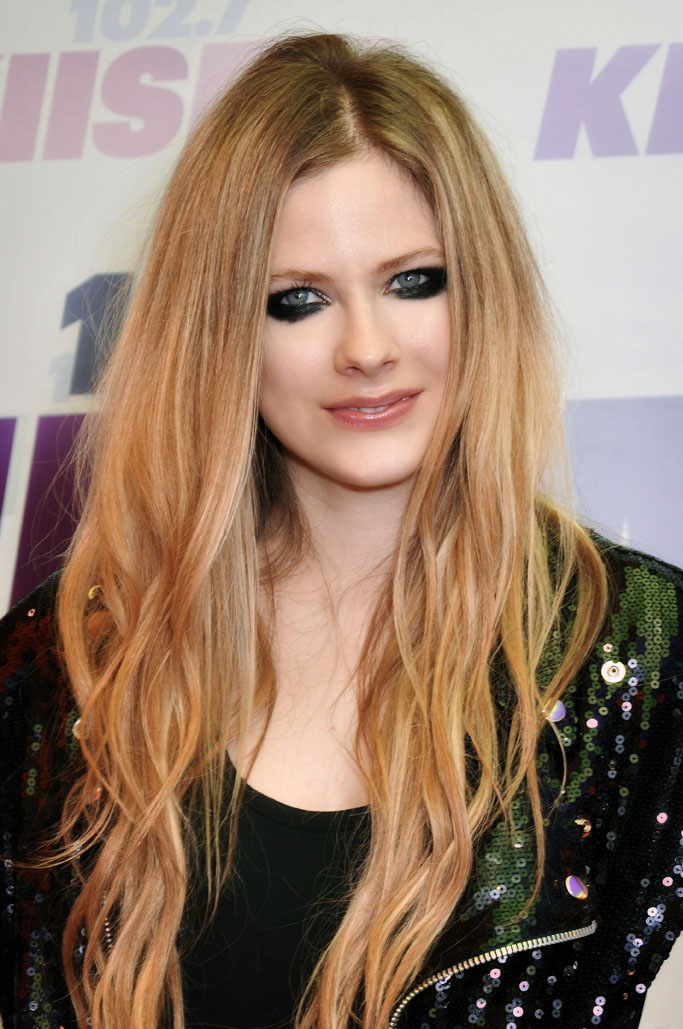
قارن بعض النقاد موسيقى الألبوم بموسيقى المغنية الكندية أفريل لافين.

تلقتْ أغنية «عرفتُ أنك مشاغب (I Knew You Were Trouble)» آراء إيجابية مِن النقاد إجمالاً الذين أثنوا على جاذبيتها. أثنى جون كارمانسيا الكاتب في صحيفة نيويورك تايمز على الأغنية ووصفها بأنها ‘‘واحدة مِن أفضل أغاني 2012’’ وقال ‘‘إن عنصر موسيقى الدبستيب يأتي في منتصف الأغنية ليُغير الأغنية والمسيرة المهنية لسويفت’’. قارن مارك هوغان مِن مجلة سبين الأغنية بأغنية «نحن لن نعود لبعضنا أبداً (We Are Never Ever Getting Back Together)» ووصفها بأنها ‘‘سهلة الحظ’’ و‘‘بعيدة كلياً عن موسيقى الريف’’. أعطى لويس كورنر الكاتب في موقع ديجيتال سباي الأغنية تقييم أربع نجوم مِن أصل خمسة وقال ‘‘تايلور سويفت وموسيقى الدبستيب مثل زبدة الفول السوداني والهلام: مظهرهما معاً غريباً لكن مزيجهما معاً يُشبع.’’ وصفتْ جويسلين فينا مِن إم تي في الأغنية بأنها ‘‘فوضوية’’ وأن الأغنية تستعرض كل أنواع الموسيقى. قال سام لانسكي مِن موقع أيدولايتور مُعلقاً على رحيل سويفت عن موسيقاها المعهودة ‘‘إن المزيج مع البوب في هذه الأغنية ليس مثل أغنية «نحن لن نعود لبعضنا أبداً (We Are Never Ever Getting Back Together)» غير إن بصمة ماكس مارتن واضحة في الأغنية كلها... قد يكون هناك جزءٌ منا يشتاق أغاني سويفت ذات الطابع الشخصيّ لكنها مازلتْ حاضرة في مكانٍ ما في الألبوم كما إن اجتماع كل هؤلاء المنتجين النجوم يجعل سويفت تُثبتْ أنها أكثر مِن مجرد فتاة مع غيتار’’. وصف كريس ويلمان مِن مراسلو هوليود بأنها ‘‘أغنية روك رائعة’’. كتبتْ أماندا دوبينس مِن مجلة نيويورك أن إضافة موسيقى الدبستيب كان محدوداً ووصفت الأغنية بأنها ‘‘جريئة ومشحونة’’. قارن جيمس ريد الكاتب في صحيفة بوسطن غلوب الأغنية بأغنية "22" لسويفت مِن الألبوم نفسه وقال أن الأغنيتين ‘‘تجعلان سويفت تبدو مثل كاتي بيري وتقريباً مثل جوان جيت’’.
لاقتْ أغنية «كل شيء على ما يرام (All Too Well)» استحسان النقاد واتفق الكثير منهم على أنها أفضل أغنية في الألبوم. أثنتْ مجلة سلانت على الأغنية ووصفتها بأنها ‘‘أفضل أغنية قدّمتها سويفت’’. وقالتْ ذا بروفيت بلوغ أن ‘‘مهارة [سويفت] في الكتابة تلمع في أغنية «كل شيء على ما يٌرام» حيث تتحدث عن علاقة رومانسية سابقة’’. أعطتْ مجلة بيلبورد مراجعة إيجابية للأغنية وقالتْ أن الأغنية تلائم ألبوم سويفت السابق انطق الآن (Speak Now) وأنها تتشابه مع أغنية «ملكي (Mine)» وأضافتْ المجلة ‘‘إن الأغنية موجودة في ألبوم أحمر (Red) لتُذكرنا بأن هذه الأغاني ستبقى دائماً في جعبة سويفت’’. أعطى موقع About.com الأغنية تقييم أربع نجوم مِن أصل خمسة. أثنى موقع بوبكراش على الأغنية لكنه انتقد انغماس كلمات الأغنية في التفاصيل. وصف موقع أيدولايتور الأغنية بأنها ‘‘درامية’’ لكنه قال ‘‘إنها هذا شيء جيد في حالة سويفت’’.
لاقتْ أغنية «22» استحسان النقاد. أعطى موقع أيدولايتور مراجعة إيجابية للأغنية وقال ‘‘أغنية "22" هي أغنية بوب مُدوّية تبدأ بعزف غيتار منفرد بعد يبدأ الإيقاع الذي يستحضر في الأذهان أغنية «حُلم المراهقة (Teenage Dream)» للمغنية كاتي بيري تأتي بعد ذلك كلمات الأغنية الظريفة’’. أعطى موقع ديجيتال سباي مراجعة إيجابية للأغنية وقال ‘‘تعترف سويفت بحيرة النضوج خلال عزف غتيار مرح فتقول «نحن سعيدون وأحرار ومرتبكون ووحيدون في الوقت نفسه» ثم تُردد «اثنان وعشرون» ليدور المقطع داخل رأسك لساعات. سويفت أنجزتْ خلال شبابها أكثر مما أنجزه معظم الناس طوال حياتهم لكن مِن الواضح أنها قد بدأتْ للتو خصوصاً مع أغنية بوب ضاربة أخرى تُضيفها لرصيدها’’ كما أعطى الموقع الأغنية تقييم أربع نجوم مِن أصل خمسة. أثنى موقع About.com على الأغنية وأعطاها تقييم خمس نجوم. أثنتْ مجلة بيلبورد على الأغنية ووصفتْها بأنها ‘‘أكثر أغنية بوب صريحة منذ بداية مسيرتها المهنية’’ وأضافتْ المجلة ‘‘حتى عندما تُغني سويفت ببهجة فهي لا تزال تُقدم إلينا مشاعر متضادة وذلك في مقطع الأغنية الذي يقول: «نحن سعيدون وأحرار ومرتبكون ووحيدون في الوقت نفسه»’’.
لاقتْ أغنية «نحن لن نعود لبعضنا أبداً (We Are Never Ever Getting Back Together)» استحسان النقاد عند إطلاقها. كتبَ روبرت مايرس مِن ذا فيليج فويس أنه في حين أن الأغنية ‘‘جيدة’’ إلا أنها ‘‘لم تكن أفضل ما عند سويفت’’ وظنّ الكاتب أن الأغنية أُطلِقتْ كأول أغنية منفردة مِن أجل أهداف تجارية: ‘‘أنا أشك في أن الأغنية هي الأفضل في الألبوم بل هي محض مؤشر لمعجبيها أن القادم هو الأفضل... إن علاقة سويفت بمعجبيها هي أفضل بكثير مِن علاقاتها الرومانسية’’ قارن غاري سميث الكاتب في إنترتاينمت ويكلي بين الأغنية وأغاني المغنية الكندية أفريل لافين وفي حين وصف الأغنية بـ ‘‘المرحة’’ إلا أنه عبّر عن قلقه مِن أن ‘’صبيانية’’ الأغنية قد تجعل مِن الأغنية دون مستوى الأغاني مِن ألبومها السابق انطق الآن (Speak Now)". وصفتْ مارا أيكن الكاتبة في موقع أي في كلوب الأغنية بأنها ‘‘جيدة’’. أعطى كيفين كوين مِن كنتري يونيفيرس الأغنية علامة ضعيفة "D" ووصفها بأنها ‘‘خطوة كبيرة للوراء’’. وصف جيمس مونتغمري مِن إم تي في الأغنية بأنها ‘‘رائعة’’ وأنه ‘‘نقطة تحوّل في مسيرة سويفت المهنية’’. وصفتْ أيمي سكياريتو مِن بوبكراش الأغنية بأنها ‘‘قوية’’. وصف جوناثان كييف مِن مجلة سلانت لحن الأغنية بأنه ‘‘آسر’’ واعتبر ذلك إنجازاً للأغنية لكنه انتقد كلمات الأغنية واصفة إياها بـ ‘‘المُنمّقة’’ كما وصف الكاتب أداء سويفت الصوتيّ بأنه ‘‘إخفاق كامل’’. وصف ديفيد ماليتز الكاتب في صحيفة واشنطن بوست الأغنية بأنها ‘‘صبيانية’’ وقال إن الأغنية ‘‘سهلة الحفظ لكن إن كانت هذه الأغنية تُمثّل كل ما في الألبوم مِن الأغاني فمِن الصعب أن يتحمس المرء للألبوم’’. قال غلين غامبوا الكاتب في صحيفة نيوزداي أن ‘‘جزءٌ مِن جاذبية الأغنية هو موسيقاها الأصيلة وكلماتها الأشبه بالمحادثة’’. قال بيلي ديوكس مِن تايست أوف كنتري ‘‘تلتقط سويفت شعور الغضب في العلاقات الرومانسية الشابّة بصورة لا يقدر عليها أحد غيرها’’ لكنه قال إنه ‘‘يصعب تقبل الأغنية بسرعة’’ وعلى النقيض مِن ذلك قالت كاميل مان مِن سي بي إس نيوز أن الأغنية ‘‘سهلة الحفظ’’. صنفتْ مجلة رولينغ ستون الأغنية في المرتبة الثانية ضمن قائمة المجلة لأفضل أغاني 2012. الأغنية المركز الرابع في مجلة تايم كأفضل أغنية للعام في قائمة المجلة لأفضل عشر أغاني. كما صنفتها مجلة ذا فيليج فويس في المركز السادس في قائمتها لأفضل أغاني عام 2012. ترشحتْ الأغنية لجائزة أسطوانة العام في حفل جوائز غرامي.
لاقتْ أغنية «آخرة مرة (The Last Time)» استحسان النقاد. وصف جوزيف أتيلانو مِن صحيفة ذا إنكوايرير الأغنية بأنها أكثر أغنية ‘‘ناضجة’’ في الألبوم وقال إيجابياً أنها ‘‘تُقدم نبرة مُظلمة’’ في الألبوم وقال أن الأغنية تُثبتْ أن سويفت جاهزة لمنافسة بقية نجوم البوب. أثنتْ إيمي سكياريتو مِن موقع بوب كراش على نضوج أسلوب سويفت في الأغنية ووصفتْ الأغنية بأنها ‘‘رومانسية سوداء’’. أعطى راندال روبرتس الكاتب في صحيفة لوس أنجلوس تايمز مراجعة إيجابية للأغنية ووصف الأغنية بأنها ‘‘حسنة الإنتاج’’ و‘‘عاطفية’’. انتقد بيلي ديوكس مِن تايست أوف كنتري الأغنية وقال أنه شعر أن غاري لايتبودي هيّمن على الأغنية تاركاً سويفت ‘‘جالسةً في المقعد الخلفي’’ وقال أن الأغنية هي الوحيدة التي تشعر بأن عليك تخطيها عند سماعك للألبوم.
لاقتْ أغنية «كل شيء تغير (Everything Has Changed)» آراء فاترة مِن النقاد. انتقد أحد الكُتّاب في مجلة بيلبورد تركيبة الأغنية لكن أثنى على ظهور شيران. ووصف كاتب آخر في نفس المجلة الأغنية بإنها ‘‘إحدى كليشيهات تايلور سويفت’’ أعطى موقع About.com مراجعة إيجابية للأغنية كما أعطى تقييم ثلاث نجوم مِن أصل خمسة. وأعطى موقع AllMusic تقييم أربع نجوم مِن أصل خمسة. أثنى موقع AbsolutePunk على الأغنية وكتب: ‘‘إنها أغنية حب جميلة تستعمل البساطة كسلاحها الرئيسي فهما يُغنيان مع عزفٍ للغيتار وبعض الإيقاع ولا يحتاجان لمؤثرات إيضافية ليصنعا أغنية رائعة’’ أعطى روبرت كوزبي الكاتب في موقع ديجيتال سباي الأغنية تقييم ثلاث نجوم مِن أصل خمسة وأثنى على نمط الموسيقى ووصفه بـ‘‘الرائع’’ وقال إن غناء سويفت وشيران ‘‘يترك شعوراً دافئاً نادراً ما نشعره [مِن الموسيقى] هذه الأيام’’. أعطتْ سيان رو الكاتبة في مجلة نيو موزيك إكسبريس الأغنية مراجعة سلبية ووصفتْ الأغنية بأنها ‘‘مُخيبة للآمال مِن كل النواحي’’.
لاقتْ أغنية «ابدأ مجدداً (Begin Again)» استحسان النقاد وكثيرون منهم أثنوا على كلماتها. أعطى بيلي ديوكس مِن تايست أوف كنتري تقييم أربع نجوم مِن أصل خمسة وقال أنه يأمل أن تُبشر الأغنية بمدى جودة الألبوم. وصف غاري سميث الكاتب في إنترتاينمت ويكلي الأغنية بأنها ‘‘حسنة الأداء’’. أعطتْ جيسيكا ساغر مِن بوبكراش الأغنية تقييم أربع نجوم مِن أصل خمسة وقالتْ ‘‘إن سويفت ترسم صورة زاهية لعلاقة جاءتْ بعد انفصالٍ قاسٍ’’. أعطى مات بيجورك مِن رافستوك الأغنية تقييم أربع نجوم مِن أصل خمسة وقال ‘‘إن الأغنية تقدم كبير لسويفت’’. وصف موقع ذا بوت الأغنية بأنها ‘‘جميلة’’. قال جاستن بروبر مِن أندر ذا غن أن سويفت ‘‘تعرف كيف تُبقي جمهورها سعيداً وهذا هو تحديداً الإنجاز الذي حققته الأغنية’’. أثنتْ قناة ماتش ميوزك على سويفت وقالتْ: ‘‘في حين أنها [أي سويفت] قادرة على إطلاق أغاني راقصة ولا مُبالية مثل أغنية «نحن لن نعود لبعضنا أبداً (We Are Never Ever Getting Back Together)» فهي أيضاً تملك قلم شاعرة وتعرف كيف تنتج أغانٍ عاطفية وحساسة يُحبها الملايين مِن معحبيها’’. أعطى كيفن كوين مِن كنتري يويفيرس الأغنية علامة جيدة "B" وامتعض مِن كون أغاني سويفت لا تُغادر أبداً موضوع العلاقات قائلاً: ‘‘إنه مِن المزعج جداً أن شعور سويفت بالسعادة وتقديرها لذاتها مربوط دائماً بالرجل الذي يحتل عاطفتها’’. صنفتْ مجلة بيلبورد الأغنية في المرتبة السادسة في قائمتها لأفضل أغاني 2012.

## الأداء التجاري

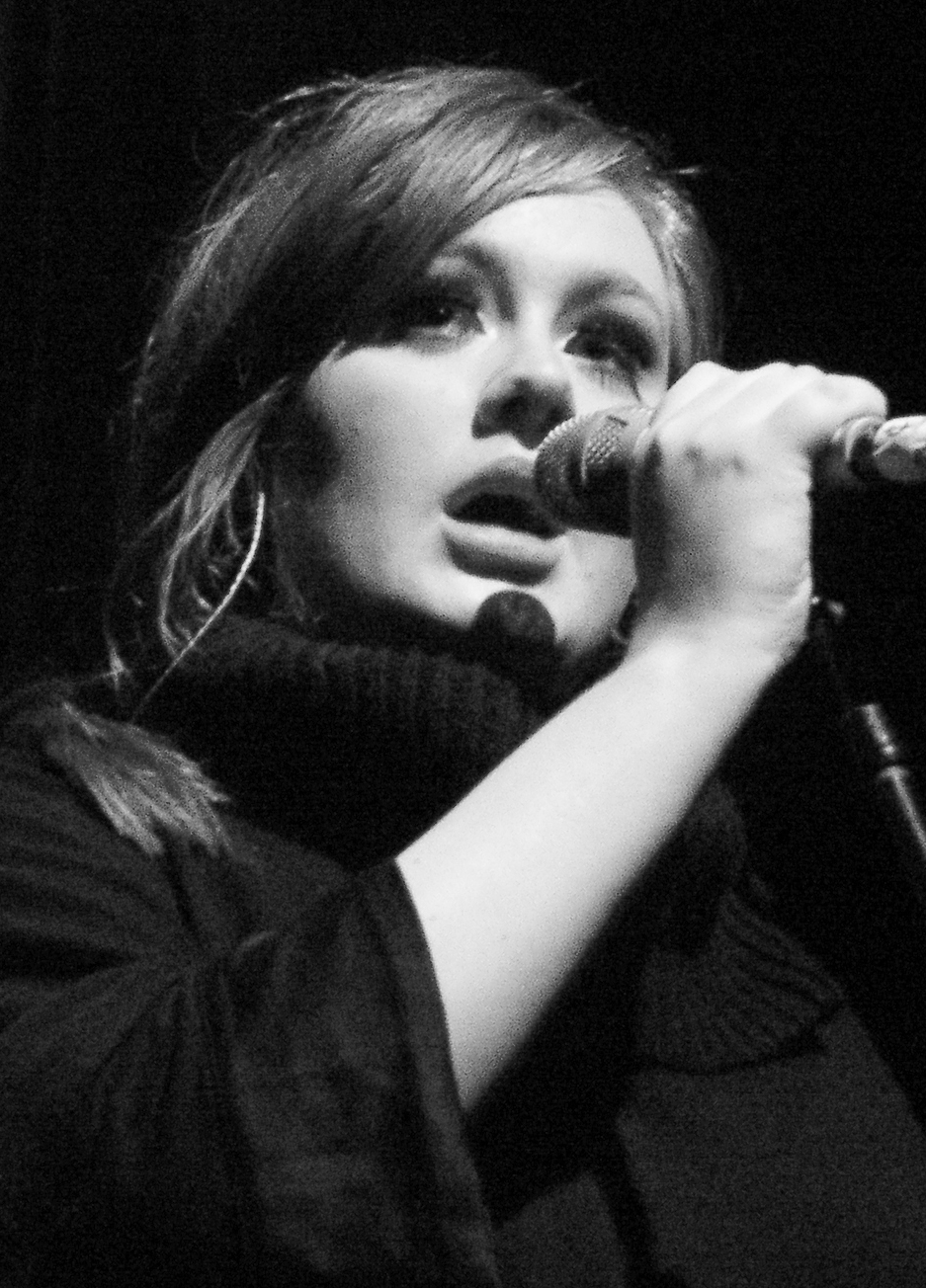
مضتْ ألبومات سويفت إجمالاً 24 أسبوعاً في المركز الأول لقائمة بيلبورد 200 لتتعادل مع أديل بوصفها أكثر فنانة (امرأة) تحتل ألبوماتها المركز الأول في تاريخ القائمة.

حقق ألبوم أحمر نجاحاً تجارياً كبيراً. أصبح الألبوم الأسرع مبيعاً منذ عقد في الولايات المتحدة حيث باع 1.21 مليون نسخة خلال أسبوعه الأول ليحظى بأكبر أسبوع مبيعات في 2012  وأزاح 52 ألبوم في قائمة بيلبورد 200 ليتصدر القائمة بالمرتبة الأولى. باع الألبوم حوالي 1.459 مليون نسخة حول العالم خلال أسبوعه الأول. بيع مِن الألبوم 93,000 نسخة خلال أسبوعه الأول في كندا وحدها. أصبح الألبوم أول ألبوم لسويفت يحتل المركز الأول في بريطانيا حيث بيع مِته 61,000 نسخة في أسبوعه الأول هناك. احتل الألبوم المرتبة الأولى في أستراليا وظلّ هناك لثلاثة أسابيع متتالية. حقق الألبوم رقماً قياسياً حيث بيع منه 566,000 نسخة رقمية حول العالم غير أن ألبوم تجربة 20/20 (The 20/20 Experience) للمغني الأمريكي جستين تيمبرلك قد حطم ذلك الرقم القياسي (باع ألبوم جستين تيمبرلك 580,000 نسخة رقمية). استمر الألبوم في المرتبة الأولى لقائمة بيلبورد 200 في أسبوعه الثاني وباع 344,000 نسخة وفي الأسبوع الثالث ظلّ في المرتبة الأولى في قائمة بيلبورد 200 وباع 196,000 نسخة ليتحول إجمالي مبيعاته إلى 1.749 مليون نسخة ليُصبح ثالث أفضل ألبوم مبيعاً في 2012 بعد ألبوم 21 للمغنية البريطانية أديل وألبوم Up All Night للفرقة البريطانية ون دايركشن. قام ألبوم ون دايركشن التالي خذني للبيت (Take Me Home) بإزاحة ألبوم أحمر عن عرشه في الأسبوع الرابع لإطلاقه غير أن الألبوم عاد في الأسبوع السابع ليحتل المركز الأول في قائمة بيلبورد 200 حيث باع 167,000 نسخة. كما احتل الألبوم المركز الأول لأسبوعين آخرين لتُصبح تايلور سويفت أول فنانة منذ البيتلز في 1969 تدخل المركز الأول لستة أسابيع مع ثلاثة ألبومات على التوالي: جريئة (أحد عشر أسبوعاً) وانطق الآن (ستة أسابيع). كما أنها المرة الثالثة التي تحتل سويفت فيها المركز الأول لآخر أسبوع قبل الكريسماس والذي يُعتبر أكثر أسبوع تنافسيّ خلال العام. بحلول 30 ديسمبر 2012 تكون ألبومات سويفت إجمالاً قد أمضتْ 24 أسبوعاً في المركز الأول لقائمة بيلبورد 200 لتتعادل مع أديل بوصفها أكثر فنانة (امرأة) تحتل ألبوماتها المركز الأول في تاريخ قائمة بيلبورد 200. تفوقتْ سويفت لاحقاً على أديل بعد إطلاق ألبومها 1989. أنهى ألبوم أحمر سنة 2012 بكونه واحداً من الألبومات الأفضل مبيعاً للسنة على الرغم من أنه لم يمضِ على إطلاقه سوى شهرين حيث بيع منه مع نهاية السنة 3.11 مليون نسخة. باع ألبوم أحمر 4,246,000 نسخة في الولايات المتحدة بحلول أكتوبر 2015. وبيع مِن الألبوم 6 ملايين نسخة حول العالم بحلول أغسطس 2014.

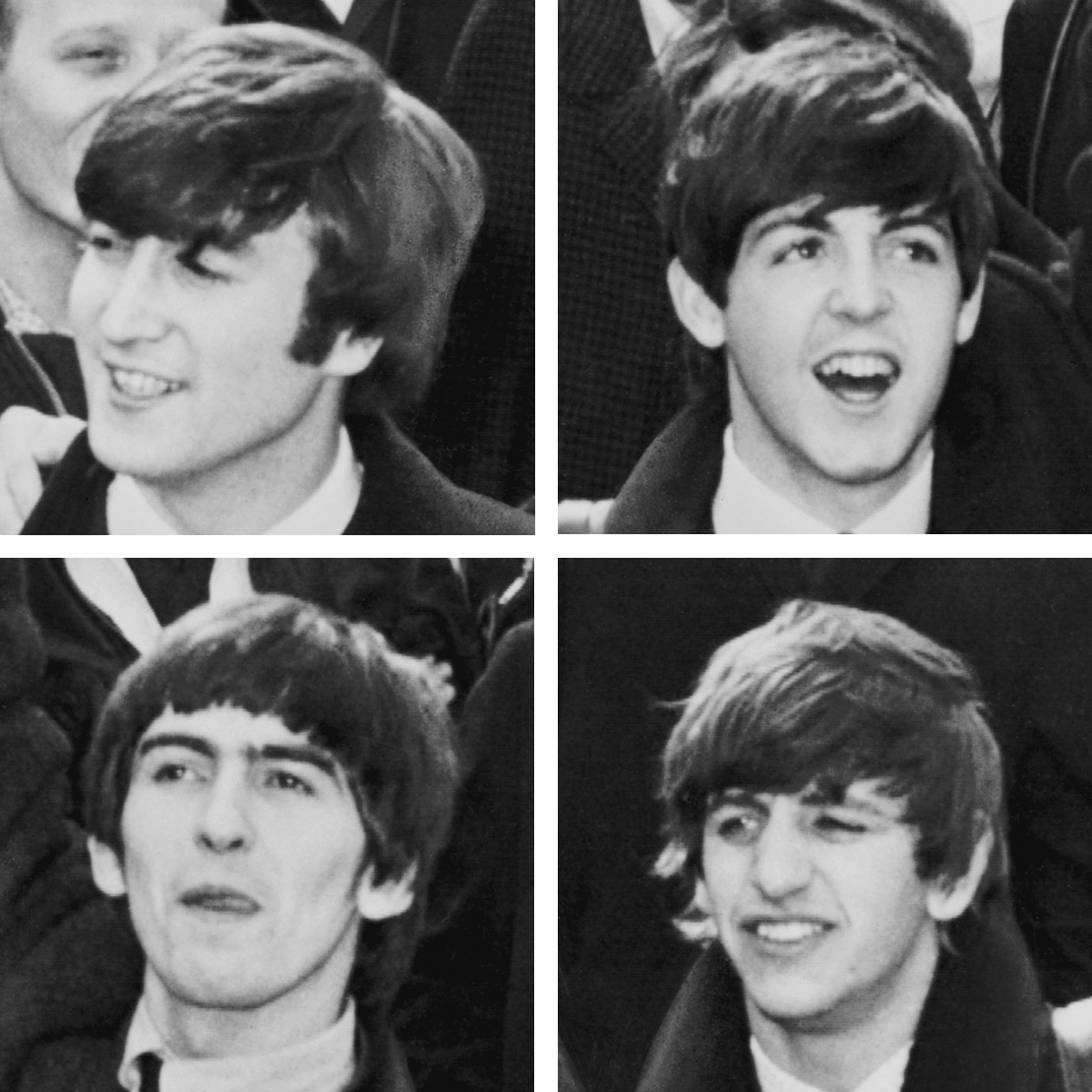
تايلور سويفت هي أول فنانة منذ البيتلز في 1969 تدخل المركز الأول لستة أسابيع مع ثلاثة ألبومات على التوالي.

حققتْ أغاني الألبوم أيضاً نجاحاً تجارياً حيث احتلتْ أغنية «عرفت أنك مشاغب (I Knew You Were Trouble)» خلال إطلاقها كأغنية منفردة ترويجية (برومو) في 9 أكتوبر 2012 المركز الثالث في قائمة بيلبورد هوت 100 واحتلتْ المركز الأول في قائمة هوت أغاني رقمية. أصبحتْ الأغنية رابع أغنية مِن الألبوم تصل للمراكز العشر الأولى حيث إن القليل مِن الفنانين قد حققوا ذلك. كما دخلتْ الأغنية في المراتب الخمس الأولى إلى جانب أغنية «نحن لن نعود لبعضنا أبداً (We Are Never Ever Getting Back Together)» لتُصبح تلك أول مرة تدخل فيها اثنان مِن أغاني سويت ضمن المراتب الخمس الأولى في الوقت نفسه. بيع مِن الأغنية 416,000 نسخة خلال أسبوعها الأول لتُصبح سويفت أول مغنية تتخطى مبيعات اثنان مِن أغانيها الـ 400,000 نسخة. أُطلِقتْ الأغنية في 27 نوفمبر كثالث أغنية منفردة مِن الألبوم وبيع مِن الأغنية في أسبوعها الحادي عشر 582,000 نسخة في الولايات المتحدة ليجعل الأغنية تحتل المركز الثاني في قائمة بيلبورد. حققتْ الأغنية في النهاية نجاحاً تجارياً حيث باعتْ أكثر من ثلاثة ملايين نسخة في الولايات المتحدة وبيع مِن الأغنية بحلول نوفمبر 2014 أكثر مِن خمسة ملايين نسخة في الولايات المتحدة. حققتْ الأغنية نجاحاً تجارياً في بقية دول العالم. احتلتْ الأغنية المركز الثاني في قوائم المبيعات في كندا لتُصبح سابع أغنية لسويفت تصل للمراتب الخمس الأولى. احتلتْ الأغنية المركز الثاني في قوائم المبيعات في بريطانيا في 19 يناير 2013 لتتعادل الأغنية مع أغنية «انفضه عنك (Shake It Off)» وأغنية «قصة حب (Love Story)» مِن حيث كونها مِن الأغاني الأكثر مبيعاً لسويفت في بريطانيا. احتلتْ الأغنية المركز الثالث في قوائم المبيعات في أستراليا لتُصبح ثاني أغنية لسويفت تصل للمراكز الخمس الأولى وسابع أغنية لسويفت تصل للمراكز العشر الأولى. احتلتْ الأغنية المركز الثالث في الدنمارك لتُصبح الأغنية الأفضل مبيعاً لسويفت في الدنمارك بعد أن احتلتْ أغنيتها «قصة حب (Love Story)» المركز الـ 16. احتلتْ الأغنية المركز الثالث في نيوزلندا وبقيتْ هناك لثلاثة أسابيع متتالية لتُصبح رابع أغنية لسويفت تصل للمراكز الخمس الأولى في نيوزلندا وثاني أغنية مِن ألبوم أحمر (Red) تصل للمراكز الخمس الأولى هناك.
احتلتْ أغنية «كل شيء على ما يُرام (All Too Well)» المرتبة الـ 80 في قائمة بيلبورد هوت 100 واحتلتْ المرتبة الـ 59 في قائمة كاناديان هوت 100.
احتلتْ أغنية «22» عند إطلاق الألبوم المرتبة الـ 44 لقائمة بيلبورد هوت 100 في الولايات المتحدة واحتلت المركز السابع في قائمة بيلبورد هوت أغاني رقمية حيث بيع مِنها 108,000 نسخة رقمية. عادتْ الأغنية لاحقاً لقائمة بيلبورد هوت 100 واحتلتْ المرتبة الـ 84 في 12 يناير 2013. احتلتْ الأغنية المرتبة الـ 20 بعد أن أُطلِقتْ كأغنية منفردة مِن الألبوم كما تمكنتْ الأغنية مِن الوصول للمركز التاسع في قوائم المبيعات في بريطانيا. بيع مِن الأغنية 2 مليون نسخة في الولايات المتحدة بحلول نوفبمر 2014.
احتلتْ أغنية «نحن لن نعود لبعضنا أبداً (We Are Never Ever Getting Back Together)» المركز الأول لقائمة بيلبورد هوت 100 وظلّت هناك لمدة أسبوعين كما ظلّت الأغنية داخل المراكز العشر الأولى لثلاثة عشر أسبوعاً لتتعادل مع أغنية «قصة حب (Love Story)» لسويفت بوصفها ثاني أغنية تبقى في المراكز العشر الأولى لفترة طويلة. بيع مِن الأغنية 623,000 نسخة رقمية لتتفوق على أغنية «تيك توك (Tik Tok)» للمغنية الأمريكية كشا كما تفوقتْ على أغنية «هكذا ولدت (Born This Way)» للمغنية الأمريكية لايدي غاغا لتحقق الأغنية رقماً قياسياً بوصفها الأعلى مبيعاً رقمياً خلال الأسبوع الأول غير إن أغنية «مرحباً (Hello)» للمغنية البريطانية أديل حطمتْ هذا الرقم القياسي بمبيعات 1,112,000 نسخة رقمية خلال أسبوعها الأول في 2015. بيع مِن أغنية «نحن لن نعود لبعضنا أبداً (We Are Never Ever Getting Back Together)» أكثر مِن ثلاثة ملايين نسخة رقمية بحلول نوفبمر 2012 لتُصبح سادس أغنية لسويفت تتجاوز مبيعاتها المليونين. باعتْ الأغنية 3.9 مليون نسخة في الولايات المتحدة بحلول نوفمبر 2014. احتلتْ الأغنية المركز الأول في قوائم المبيعات في كندا وظلّتْ هناك لأربعة أسابيع غير متتالية كما استمرتْ الأغنية في المراكز العشر الأولى لثلاثة عشر أسبوعاً واستمرتْ داخل القائمة لأربعٍ وعشرين أسبوعاً. بيع مِن الأغنية 40,000 نسخة رقمية في كندا. احتلتْ الأغنية المركز الخامس في قوائم المبيعات في بريطانيا وبيع مِنها 465,000 نسخة هناك لتحتل الأغنية المرتبة الـ 26 ضمن قائمة الأغاني الأفضل مبيعاً في 2012. استمرتْ الأغنية داخل المراكز العشر الأولى لعشرة أسابيع واستمرتْ داخل قوائم المبيعات لـ 29 أسبوعاً. بيع مِن الأغنية 600,000 نسخة في بريطانيا بحلول يوليو 2014. احتلتْ الأغنية المرتبة الـ 11 في قوائم المبيعات في أيرلندا لكن في أسبوعها الثاني هناك صعدتْ الأغنية للمركز الرابع. احتلتْ الأغنية المركز السابع في أسبوعها الثالث في النرويج واحتلتْ الأغنية المركز التاسع في إسبانيا واحتلتْ المرتبة الـ 16 في هولندا. احتلتْ الأغنية المرتبة الـ 13 في أستراليا لكنها صعدتْ للمركز الثالث في أسبوعها الثاني هناك. ظلّتْ الأغنية في المراكز العشر الأولى هناك لسبعة أسابيع واستمرتْ داخل قوائم المبيعات لـ 24 أسبوعاً. بيع مِن الأغنية 350,000 نسخة في أستراليا. احتلتْ الأغنية المركز الثاني في نيوزلندا وفي أسبوعها الثاني صعدتْ للمركز الأول وظلّتْ الأغنية في المراكز العشر الأولى لتسع أسابيع واستمرتْ داخل قوائم المبيعات لـ 19 أسبوعاً. تُعدّ الأغنية واحدة مِن أفضل الأغاني مبيعاً في العالم حيث باعتْ أكثر مِن 7 ملايين نسخة بحسب الاتحاد الدولي للصناعة الفونوغرافية.
احتلتْ أغنية «كل شيء تغير (Everything Has Changed)» المرتبة الـ 32 في قائمة بيلبورد هوت 100 في الولايات المتحدة كما احتلتْ الأغنية المرتبة الـ 28 في قائمة كاناديان هوت 100 في كندا. حققتْ الأغنية نجاحاً أكبر في أوروبا حيث احتلتْ الأغنية المركز السابع في قوائم المبيعات في بريطانيا واحتلتْ الأغنية المركز الخامس في قوائم المبيعات في أيرلندا واحتلتْ الأغنية المركز الثامن في قوائم المبيعات في بلجيكا.
احتلتْ أغنية "ابدأ مجدداً (Begin Again)" المركز الأول على آيتونز في 30 سبتمبر 2012 بعد أن أُطلِقتْ مُبكراً وأصبحتْ أول أغنية تُطيح بأغنية "غانغنام ستايل (Gangnam Style). احتلتْ الأغنية المركز الأول في قائمة بيلبورد هوت أغاني رقمية حيث بيع مِنها 299,000 نسخة رقمية وأصبحتْ خامس أغنية لسويفت تدخل القائمة. احتلتْ الأغنية المركز السابع في قائمة بيلبورد هوت 100 بعد أن أُطلِقتْ كأغنية منفردة مِن الألبوم غير أن الأغنية نزلتْ للمرتبة 52 في أسبوعها الثاني واستمرتْ الأغنية داخل قائمة بيلبورد هوت 100 لعشرين أسبوعاً. حققتْ الأغنية نجاحاً مُعتدلاً حول العالم. أصبحتْ الأغنية سادس أغنية لسويفت تدخل ضمن المراكز الخمس الأولى في قوائم المبيعات في كندا حيث احتلتْ المركز الرابع.احتلتْ الأغنية المرتبة الـ 30 في قوائم المبيعات في بريطانيا واحتلتْ المرتبة الـ 20 في قوائم المبيعات في أستراليا. احتلتْ الأغنية المرتبة الـ 11 في قوائم المبيعات في نيوزلندا. احتلتْ الأغنية المرتبة الـ 25 في قوائم المبيعات في أيرلندا. احتلتْ الأغنية المرتبة الـ 30 في قوائم المبيعات في إسبانيا.

## جوائز

تايلور سويفت في حفل جوائز غرامي عام 2014.

ترشح ألبوم أحمر لجائزة أفضل ألبوم عن فئة موسيقى الريف في حفل جوائز الغرامي الـ 56 ليُعطي سويفت ثالث ترشح لها على التوالي لهذه الفئة. كما ترشح الألبوم لجائزة ألبوم العام ليُصبح ذلك ثاني ترشح لها لهذه الفئة بعد أن ترشحتْ وفازتْ عن ألبومها جريئة (Fearless)، أعطى ذلك لتايلور سويفت امتياز أن تكون أول مغنية ريف تترشح مرتين لفئة ألبوم العام في الغرامي. كما ترشحتْ أغنية «ابدأ مجدداً (Begin Again)» لجائزة أفضل أغنية عن فئة الموسيقى الريفية (الكنتري) في حفل جوائز غرامي عام. ترشحتْ أغنية «نحن لن نعود لبعضنا أبداً (We Are Never Ever Getting Back Together)» لجائزة أسطوانة العام في حفل جوائز غرامي. كما ترشحتْ لجائزة الأغنية المفضلة للعام في حفل جوائز اختيار الناس (People's Choice). فازتْ أغنية «عرفتُ أنك مشاغب (I Knew You Were Trouble)» بجائزة ظاهرة يوتيوب في حفل جوائز يوتيوب الموسيقية.

## جولة موسيقية
بدأتْ الجولة الموسيقية المُصاحبة لألبوم أحمر في 13 مارس 2013 في أوماها بولاية نيبراسكا وانتهتْ في 12 يونيو 2014 في سنغافورة. قدمتْ تايلور سويفت 66 حفل في أمريكا الشمالية و6 حفلات في أوروبا و7 حفلات في أستراليا و7 حفلات في آسيا أي ما مجموعه 86 حفلة. زارتْ تايلور سويفت لأول مرة بلداناً مسلمة مثل ماليزيا واندونيسيا خلال الجولة. صرحّتْ سويفت لمجلة بيلبورد قائلة: «أنا متحمسة جداً لمعرفة ما هي الأغاني التي يحبها المعجبون [في الألبوم]... لأن هذه هي الخطوة الأولى.»استضافتْ سويفت عدداً مِن الفنانين خلال حفلاتها ومِن بينهم: سارة باريلز، إيلي غولدنغ، جينيفر لوبيز، سام سميث، إد شيران. أصبحتْ الجولة واحدة مِن أنجح الجولات الموسيقية وأكثرها ربحاً حيث حصدتْ أكثر مِن 150 مليون دولار أمريكي. كان ذلك قبل تُحطم جولة ألبومها اللاحق 1989 هذه الأرقام القياسية.

### قائمة الأغاني
قائمة بالأغاني التي أدتها سويفت خلال الجولة.
- State Of Grace
- Holy Ground
- Red
- You Belong With Me
- The Lucky One
- Mean
- Stay Stay Stay
- 22
- Starlight
- Everything Has Changed
- Begin Again
- Sparks Fly
- I Knew You Were Trouble
- All Too Well
- Love Story
- Treacherous
- We Are Never Ever Getting Back Together

### الحفلات
| التاريخ             | المدينة                       | عدد الحضور        | عائدات الربح      |
| الولايات المتحدة:   | الولايات المتحدة:             | الولايات المتحدة: | الولايات المتحدة: |
| ------------------- | ----------------------------- | ----------------- | ----------------- |
| 13 - 14 مارس 2013   | أوماها                        | 27,877            | $2,243,164        |
| 18 - 19 مارس 2013   | سانت لويس                     | 28,582            | $2,346,203        |
| 22 مارس 2013        | تشارلوت                       | 14,686            | $1,162,733        |
| 23 مارس 2013        | كولومبيا (كارولاينا الجنوبية) | 12,490            | $996,114          |
| 27 - 29 مارس 2013   | نيوآرك (نيو جيرسي)            | 38,065            | $3,565,317        |
| 10 أبريل 2013       | ميامي                         | 12,808            | $1,010,175        |
| 11 - 12 أبريل 2013  | أورلاندو (فلوريدا)            | 25,617            | $2,054,128        |
| 18 - 19 ابريل 2013  | أتلانتا                       | 25,471            | $2,048,023        |
| 20 أبريل 2013       | تامبا                         | 14,080            | $1,132,095        |
| 25 أبريل 2013       | كليفلاند                      | 15,336            | $1,247,605        |
| 26 أبريل 2013       | إنديانابوليس                  | 13,573            | $1,342,699        |
| 27 أبريل 2013       | ليكسينغتون                    | 17,003            | $1,342,699        |
| 4 مايو 2013         | ديترويت                       | 48,265            | $3,969,059        |
| 7 مايو 2013         | لويفيل                        | 15,135            | $1,246,491        |
| 8 مايو 2013         | كولومبوس                      | 14,267            | $1,155,170        |
| 11 - 12 مايو 2013   | واشنطن العاصمة                | 27,619            | $2,489,205        |
| 16 مايو 2013        | هيوستن                        | 12,467            | $961,422          |
| 21 مايو 2013        | أوستن (تكساس)                 | 11,916            | $935,631          |
| 22 مايو 2013        | سان أنطونيو (تكساس)           | 13,974            | $1,105,253        |
| 25 مايو 2013        | أرلينغتون                     | 53,020            | $4,589,266        |
| 28 - 29 مايو 2013   | غلانديل                       | 26,705            | $2,239,370        |
| 1 يونيو 2013        | سالت لايك سيتي                | 14,007            | $1,139,360        |
| 2 يونيو 2013        | دنفر                          | 13,489            | $1,076,069        |
| 6 يوليو 2013        | بيتسبرغ                       | 56,047            | $4,718,518        |
| 13 يوليو 2013       | راذرفورد، نيوجيرسي            | 52,399            | $4,670,011        |
| 25 - 26 سبتمبر 2015 | ناشفيل                        | 28,917            | $3,354,844        |
| 19 - 20 يوليو 2013  | فيلادلفيا                     | 101,277           | $8,822,335        |
| 26 - 27 يوليو 2013  | فوكسبوروه                     | 110,712           | $9,464,063        |
| 1 أغسطس 2013        | دي موين                       | 13,368            | $1,075,576        |
| 2 - 3 أغسطس 2013    | كانساس سيتي                   | 26,412            | $2,093,172        |
| 6 أغسطس 2013        | ويتشيتا                       | 12,231            | $983,882          |
| 7 أغسطس 2013        | تلسا                          | 10,949            | $868,955          |
| 10 أغسطس 2013       | شيكاغو                        | 50,809            | $4,149,148        |
| 15 أغسطس 2013       | سان دييغو                     | 10,872            | $948,541          |
| 19 - 24 أغسطس 2013  | لوس أنجلوس                    | 55,829            | $4,734,463        |
| 27 أغسطس 2013       | ساكرامنتو (كاليفورنيا)        | 12,795            | $1,138,103        |
| 30 أغسطس 2013       | بورتلاند (أوريغون)            | 13,952            | $1,084,760        |
| 31 أغسطس 2013       | تاكوما (واشنطن)               | 20,348            | $1,584,049        |
| 6 سبتمبر 2013       | فارغو                         | 21,073            | $1,661,578        |
| 7 - 8 سبتمبر 2013   | سانت باول                     | 28,920            | $2,320,937        |
| 12 سبتمبر 2013      | غرينزبورو                     | 13,650            | $1,109,253        |
| 13 سبتمبر 2013      | رالي                          | 13,941            | $1,088,612        |
| 14 سبتمبر 2013      | شارلوتسفيل                    | 12,689            | $997,216          |
| 19 - 21 سبتمبر 2013 | ناشفيل                        | 41,292            | $3,336,545        |
| كندا:               |                               |                   |                   |
| 14 - 15 يونيو 2013  | تورنتو                        | 87,627            | $7,863,310        |
| 22 يونيو 2013       | وينيبيغ                       | 33,061            | $3,175,430        |
| 25 - 26 يونيو 2013  | إدمونتون                      | 25,663            | $2,379,870        |
| 29 يونيو 2013       | فانكوفر                       | 41,142            | $3,974,410        |
| أوروبا:             |                               |                   |                   |
| 29 - 30 نوفمبر 2013 | أوكلاند                       | 30,799            | $3,100,290        |
| 1 - 4 فبراير 2014   | لندن                          | 74,740            | $5,829,240        |
| 7 فبراير 2014       | برلين                         | 10,350            | $755,006          |
| آسيا:               |                               |                   |                   |
| 30 مايو 2014        | شنغهاي                        | 12,793            | $1,864,934        |
| 30 مايو 2014        | سايتاما                       | 20,046            | $1,837,147        |
| 4 يونيو 2014        | جاكرتا                        | 8,130             | $1,481,473        |
| 6 يونيو 2014        | مانيلا                        | 11,775            | $1,811,662        |
| 9 يونيو 2014        | كالانغ                        | 16,344            | $2,524,080        |
| 11 يونيو 2014       | كوالا لامبور                  | 7,525             | $998,608          |
| أستراليا:           |                               |                   |                   |
| 4 ديسمبر 2013       | سيدني                         | 40,930            | $4,096,060        |
| 7 ديمسبر 2013       | بريزبان                       | 38,907            | $3,895,810        |
| 11 ديسمبر 2013      | برث                           | 21,827            | $2,364,080        |
| 14 ديمسبر 2013      | ملبورن                        | 47,257            | $4,547,250        |
| المجموع             | المجموع                       | 1,702,933         | $150,184,971      |

### حفلات ملغية
| التاريخ      | المدينة | البلد   | السبب        |
| ------------ | ------- | ------- | ------------ |
| 9 يونيو 2014 | بانكوك  | تايلندا | اضطراب سياسي |

## قائمة أغاني الألبوم
| #   | عنوان                                                          | تأليف                                 | إنتاج                              | المدة |
| --- | -------------------------------------------------------------- | ------------------------------------- | ---------------------------------- | ----- |
| 1.  | "State Of Grace"                                               | تايلور سويفت                          | تايلور سويفت ناثان تشابمان         | 4:55  |
| 2.  | "Red"                                                          | تايلور سويفت                          | تايلور سويفت ناثان تشابمان دان هوف | 3:43  |
| 3.  | "Treacherous"                                                  | تايلور سويفت دان ويلسون               | دان ويلسون                         | 4:02  |
| 4.  | "I Knew You Were Trouble"                                      | تايلور سويفت ماكس مارتن شيلباك        | ماكس مارتن شيلباك                  | 3:39  |
| 5.  | "All Too Well"                                                 | تايلور سويفت ليز روز                  | تايلور سويفت ناثان تشابمان         | 5:29  |
| 6.  | "22"                                                           | تايلور سويفت ماكس مارتن شيلباك        | ماكس مارتن شيلباك                  | 3:52  |
| 7.  | "I Almost Do"                                                  | تايلور سويفت                          | تايلور سويفت ناثان تشابمان         | 4:04  |
| 8.  | "We Are Never Ever Getting Back Together"                      | تايلور سويفت ماكس مارتن شيلباك        | ماكس مارتن شيلباك                  | 3:13  |
| 9.  | "Stay Stay Stay"                                               | تايلور سويفت                          | تايلور سويفت ناثان تشابمان         | 3:25  |
| 10. | "The Last Time (بالتعاون مع غاري لايتبودي من فرقة سنو باترول)" | تايلور سويفت غاري لايتبودي جاكنايف لي | جاكنايف لي                         | 4:59  |
| 11. | "Holy Ground"                                                  | تايلور سويفت                          | جيف بهاسكر                         | 3:22  |
| 12. | "Sad Beautiful Tragic"                                         | تايلور سويفت                          | تايلور سويفت ناثان تشابمان         | 4:44  |
| 13. | "The Lucky One"                                                | تايلور سويفت                          | جيف بهاسكر                         | 4:00  |
| 14. | "Everything Has Changed (بالتعاون مع إد شيران)"                | تايلور سويفت إد شيران                 | بوتش والكر                         | 4:05  |
| 15. | "Starlight"                                                    | تايلور سويفت                          | تايلور سويفت ناثان تشابمان دان هوف | 3:40  |
| 16. | "Begin Again"                                                  | تايلور سويفت                          | تايلور سويفت ناثان تشابمان دان هوف | 3:57  |

| 17. | "The Moment I Knew"                     | تايلور سويفت            | تايلور سويفت ناثان تشابمان | 4:45 |
| 18. | "Come Back... Be Here"                  | تايلور سويفت دان ويلسون | دان ويلسون                 | 3:42 |
| 19. | "Girl at Home"                          | تايلور سويفت            | تايلور سويفت ناثان تشابمان | 3:40 |
| 20. | "(Treacherous (original demo recording" | تايلور سويفت دان ويلسون | دان ويلسون                 | 3:59 |
| 21. | "(Red (original demo recording"         | تايلور سويفت            | تايلور سويفت ناثان تشابمان | 3:46 |
| 22. | "(State of Grace (acoustic version"     | تايلور سويفت            | تايلور سويفت ناثان تشابمان | 5:22 |

## أفراد العمل
- تايلور سويفت ــ صوت رئيسي، كاتبة، منتجة، عزف غيتار.
- إد شيران ــ صوت رئيسي، كاتب.
- غاري لايتبودي ــ صوت رئيسي، كاتب.
- ماكس مارتن ــ كاتب، منتج.
- شيلباك ــ كاتب، منتج، عزف غيتار منفرد، برمجة.
- مايكل إلبرت ــ التسجيل في استديو إم إكس إم (ستوكهولم - السويد).
- سام هولاند ــ التسجيل في استديو كونواي (لوس أنجلوس - كاليفورنيا).
- نايثن شابمان ــ منتج، عزف غيتار، عزف طبول، أصوات ثانوية.
- دان هوف ــ منتج.
- جيف بهاسكر ــ منتج، عزف غيتار، عزف بيانو، أصوات ثانوية.
- جاكنيف لي ــ منتج، برمجة.
- بوتس ووكر ــ منتج، عزف غيتار، عزف طبول، أصوات ثانوية.
- دان ويلسون ــ منتج، عزف غيتار، عزف بيانو، أصوات ثانوية.
- سكوت بورتشيتا ــ منتج منفذ.
- جون هاينز ــ هندسة.
- جو-آن توميناغا ــ منسق الإنتاج.

## قوائم المبيعات
قوائم المبيعات الأسبوعية
| القائمة(2012)                                                                  | الترتيب |
| ------------------------------------------------------------------------------ | ------- |
| ألبومات أستراليا (أريا تشارتس)                                                 | 1       |
| ألبومات النمسا (أو3 النمسا توب 40)                                             | 3       |
| ألبومات بلجيكا (أولتراتوب)                                                     | 2       |
| ألبومات كندا                                                                   | 1       |
| ألبومات كرواتيا                                                                | 7       |
| ألبومات الدنمارك (تراكليسن)                                                    | 3       |
| ألبومات هولندا (ميجاتشارتس)                                                    | 7       |
| ألبومات فنلندا (تسجيلات فنلندا الرئيسية)                                       | 49      |
| ألبومات فرنسا (سنديكا ناسيونال دي ليديسيون فونوغرافيك)                         | 30      |
| ألبومات ألمانيا (جي إف كاي إنترتاينمنت تشارتس)                                 | 5       |
| ألبومات أيرلندا                                                                | 1       |
| ألبومات إيطاليا (فيديرازيوني إندستريا ميوزيكالي إيتاليانا)                     | 3       |
| ألبومات اليابان (أوريكون)                                                      | 3       |
| ألبومات المكسيك (توب 100 ميكسيكو)                                              | 4       |
| ألبومات نيوزلندا                                                               | 1       |
| ألبومات النرويج (في جي ليستا)                                                  | 2       |
| ألبومات البرتغال                                                               | 8       |
| ألبومات جنوب أفريقيا                                                           | 4       |
| ألبومات أسبانيا (برودوكوتوريس دي ميوزيكا دي إسبانيا)                           | 4       |
| ألبومات السويد (سويرجتوبليستان)                                                | 8       |
| ألبومات سويسرا (سويس هيتبارادي)                                                | 9       |
| ألبومات تايوان                                                                 | 1       |
| ألبومات بريطانيا (اللائحة الأسبوعية للألبومات الأعلى مبيعا في المملكة المتحدة) | 1       |
| ألبومات الولايات المتحدة (بيلبورد 200)                                         | 1       |

## تاريخ الإصدار
| البلد            | التاريخ        | الشركة                     |
| ---------------- | -------------- | -------------------------- |
| كندا             | 22 أكتوبر 2012 | مجموعة يونيفرسال الموسيقية |
| الهند            | 22 أكتوبر 2012 | مجموعة يونيفرسال الموسيقية |
| نيوزلندا         | 22 أكتوبر 2012 | مجموعة يونيفرسال الموسيقية |
| بريطانيا         | 22 أكتوبر 2012 | ميروكوري ريكوردز           |
| الولايات المتحدة | 4 ديسمبر 2012  | بيغ ماشين ريكوردز          |
| إيطاليا          | 23 أكتوبر 2012 | مجموعة يونيفرسال الموسيقية |
| أستراليا         | 23 أكتوبر 2012 | مجموعة يونيفرسال الموسيقية |
| أسبانيا          | 23 أكتوبر 2012 | مجموعة يونيفرسال الموسيقية |
| اليابان          | 24 أكتوبر 2012 | مجموعة يونيفرسال الموسيقية |
| هولاندا          | 25 أكتوبر 2012 | مجموعة يونيفرسال الموسيقية |
| ألمانيا          | 26 أكتوبر 2012 | مجموعة يونيفرسال الموسيقية |
| تايلاندا         | 31 أكتوبر 2012 | مجموعة يونيفرسال الموسيقية |
| فرنسا            | 5 نوفمبر 2012  | ميروكوري ريكوردز           |
| الفلبين          | 5 نوفمبر 2012  | إم سي أي ريكوردز           |
| إندونيسيا        | 5 نوفمبر 2012  | مجموعة يونيفرسال الموسيقية |
| الصين            | 31 ديسمبر 2012 | غاندونغ ستارسينغ           |

## وصلات خارجية
- ريد على موقع ميتاكريتيك (الإنجليزية)
- ريد على موقع الموسوعة البريطانية (الإنجليزية)
- ريد على موقع أول موفي (الإنجليزية)